# Biblioteca Nazionale Braidense
La Biblioteca Nazionale Braidense appartiene allo Stato e dipende dalla Direzione Generale Biblioteche e Istituti Culturali, del Ministero della Cultura; è la quinta biblioteca italiana per ricchezza del patrimonio librario, comprensivo di circa 1.500.000 unità. 
In virtù delle normative vigenti sul diritto di stampa, la Biblioteca riceve dagli editori di Milano e provincia il 40% delle pubblicazioni nazionali, il che concorre ad accrescerne di continuo il posseduto.
Tra i maggiori sottoinsiemi di quest’ingente patrimonio ricordiamo: i 2.367 manoscritti, i 40.000 autografi, i 2.368 incunaboli, le 24.401 cinquecentine, le oltre 23.000 testate di periodici di cui 4.500 correnti, le 5.200 stampe fotografiche anteriori al 1950, i 50.000 negativi su lastra, le 30.000 bobine di microfilm che riproducono 1.300 testate di periodici, le 120.000 microforms.
Dal luglio 2015 è confluita nel sistema museale della Pinacoteca di Brera, sotto la direzione generale di James M. Bradburne. È sita a Milano, in via Brera 28.

## Storia
La Biblioteca Nazionale Braidense fu istituita nel 1770 dall'imperatrice Maria Teresa, per supplire alla mancanza "di una biblioteca aperta ad uso comune di chi desidera maggiormente coltivare il proprio ingegno, e acquistare nuove cognizioni". La Biblioteca Ambrosiana, "ricca bensì di manoscritti", ma non di "libri stampati", veniva infatti considerata inadeguata allo scopo. In considerazione di ciò, l’imperatrice decise di destinare ad uso pubblico la biblioteca del conte Carlo Pertusati, che nel 1763 era stata acquistata dalla Congregazione di Stato per la Lombardia su iniziativa del ministro di Maria Teresa, principe di Kaunitz, risoluto a garantire la permanenza a Milano della pregevole raccolta. Negli intenti del funzionario austriaco, il fondo Pertusati avrebbe dovuto costituire la pietra d’angolo di una biblioteca ad uso pubblico, in linea con l’azione riformatrice teresiana nel campo dell’istruzione.
Nel 1773, con la soppressione della Compagnia di Gesù, le biblioteche del Collegio Braidense e delle case professe gesuitiche di San Fedele e San Girolamo divennero proprietà dello Stato e andarono così ad accrescere il fondo Pertusati di 34.000 unità. Alcune sale del Palazzo braidense, anch’esso statalizzato, furono riadibite a biblioteca, in conformità a una precedente direttiva di Maria Teresa, che aveva palesato la sua volontà di inaugurare il nuovo istituto “in un sito opportuno e per quanto possibile vicino al centro della città, di facile e comodo accesso a ciascuno che vorrà frequentarla”. Nel 1778 fu acquistata e incorporata la biblioteca di Albrecht von Haller, medico e botanico svizzero di chiara fama. Con i suoi 24.000 volumi, il fondo Haller avrebbe dovuto nutrire un settore scientifico sin lì piuttosto carente.
Forte del suo considerevole patrimonio di 80.000 volumi, la Regia Imperialis Biblioteca Mediolanensis poté aprire i battenti nel 1786. Gradatamente, gli esemplari provenienti da diverse raccolte private e monastiche e poi i duplicati della Biblioteca Imperiale di Vienna andarono ad affollare gli scaffali dell’istituto. In data 30 aprile 1788 fu emanata dalla Regia Intendenza politica di Milano una legge per la regolamentazione del “diritto di stampa”. A ogni tipografo attivo in Lombardia si prescriveva il deposito obbligatorio in Biblioteca di una copia per ogni documento stampato. Con l’entrata in vigore della nuova disciplina, la Biblioteca poté quindi incamerare tutte le pubblicazioni dello Stato di Milano, il che rese ancora più ampia e diversificata la sua offerta libraria. Durante la Restaurazione l’obbligo di deposito ricadde su tutte le pubblicazione del Regno Lombardo-Veneto. In seguito fu nuovamente delimitato alla sola provincia milanese.
La Biblioteca è ancora oggi titolare del deposito legale relativo a tutte le pubblicazioni cittadine.
Nel corso del XIX secolo la Braidense fu preposta sia alla conservazione sia alla pubblica lettura e dal 1861 la frequentazione del pubblico fu agevolata dall’apertura serale.

## La sede
La Biblioteca ha sede nel palazzo di Brera, costruzione monumentale il cui nucleo originario ospitava l’ordine degli Umiliati, soppresso nel 1571 per volontà del pontefice Pio V.
Tacciati di devianza rispetto alle norme tridentine (per il tenore di vita opulento o, secondo altri, per la prossimità alle tesi calviniste) gli Umiliati furono spossessati di tutte le loro sostanze. Su disposizione di San Carlo Borromeo, il palazzo e gli altri beni dell’ordine andarono a beneficio dei padri gesuiti, che dapprima affidarono a Martino Bassi un ampliamento dell’edificio e poi commissionarono a Francesco Maria Richini un progetto di sostanziale ristrutturazione, avallato dal Generale dei Gesuiti nel 1651. Dalla seconda metà del Settecento, per diretto interessamento dei regnanti asburgici, il palazzo fu oggetto di un gran numero di ampliamenti e migliorie. Maria Teresa d'Austria e i suoi successori erano infatti intenzionati a fare dell’area braidense il cuore pulsante della città. La denominazione di “Brera” rinvia a braida, voce tardolatina di presunta derivazione longobarda, con la quale si designava il suburbio incolto. Il palazzo inoltre ospita la Pinacoteca di Brera, l'osservatorio astronomico di Brera, l'orto botanico, l'Istituto Lombardo di scienze e lettere e l'Accademia di belle arti.

### Le sale

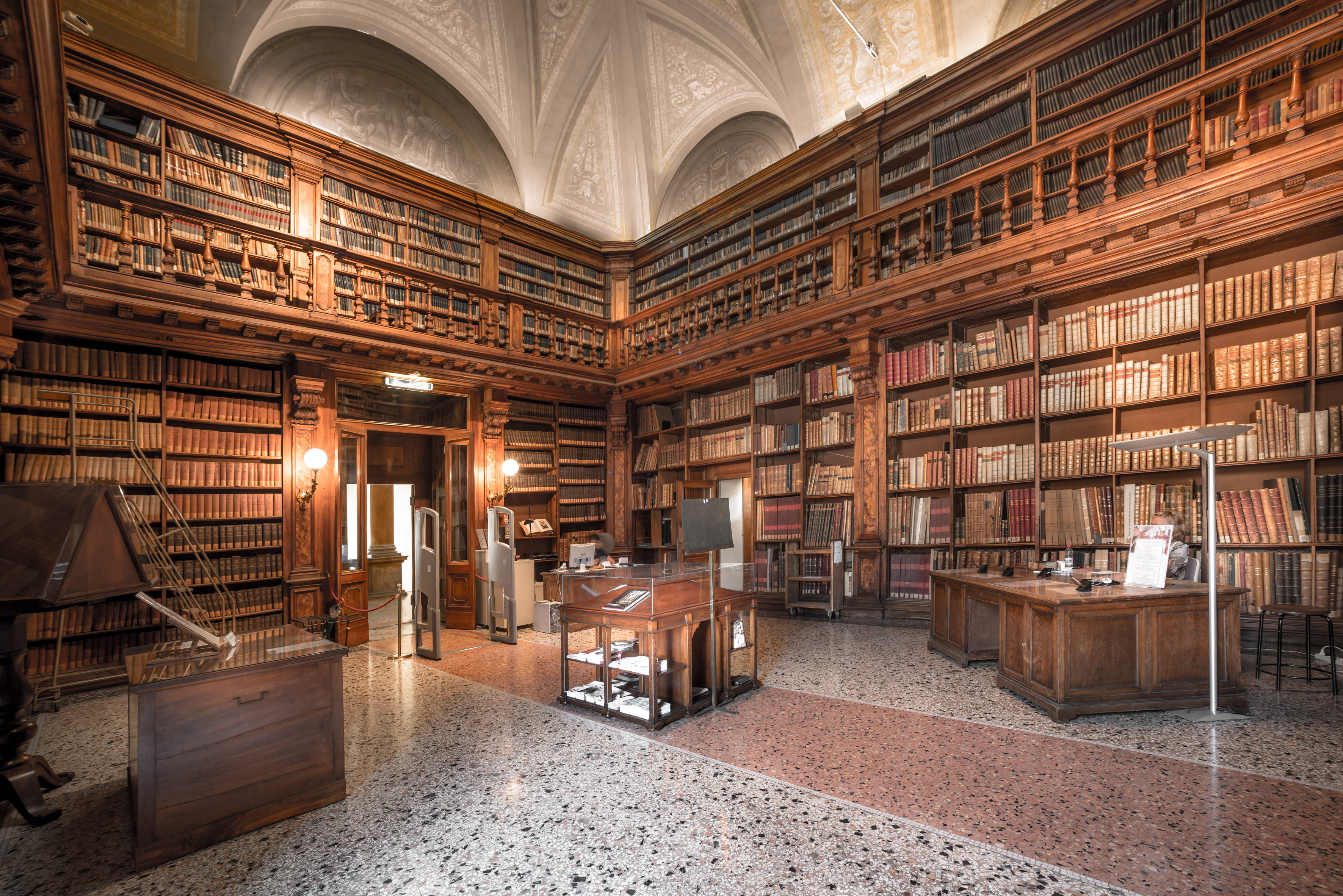
Atrio

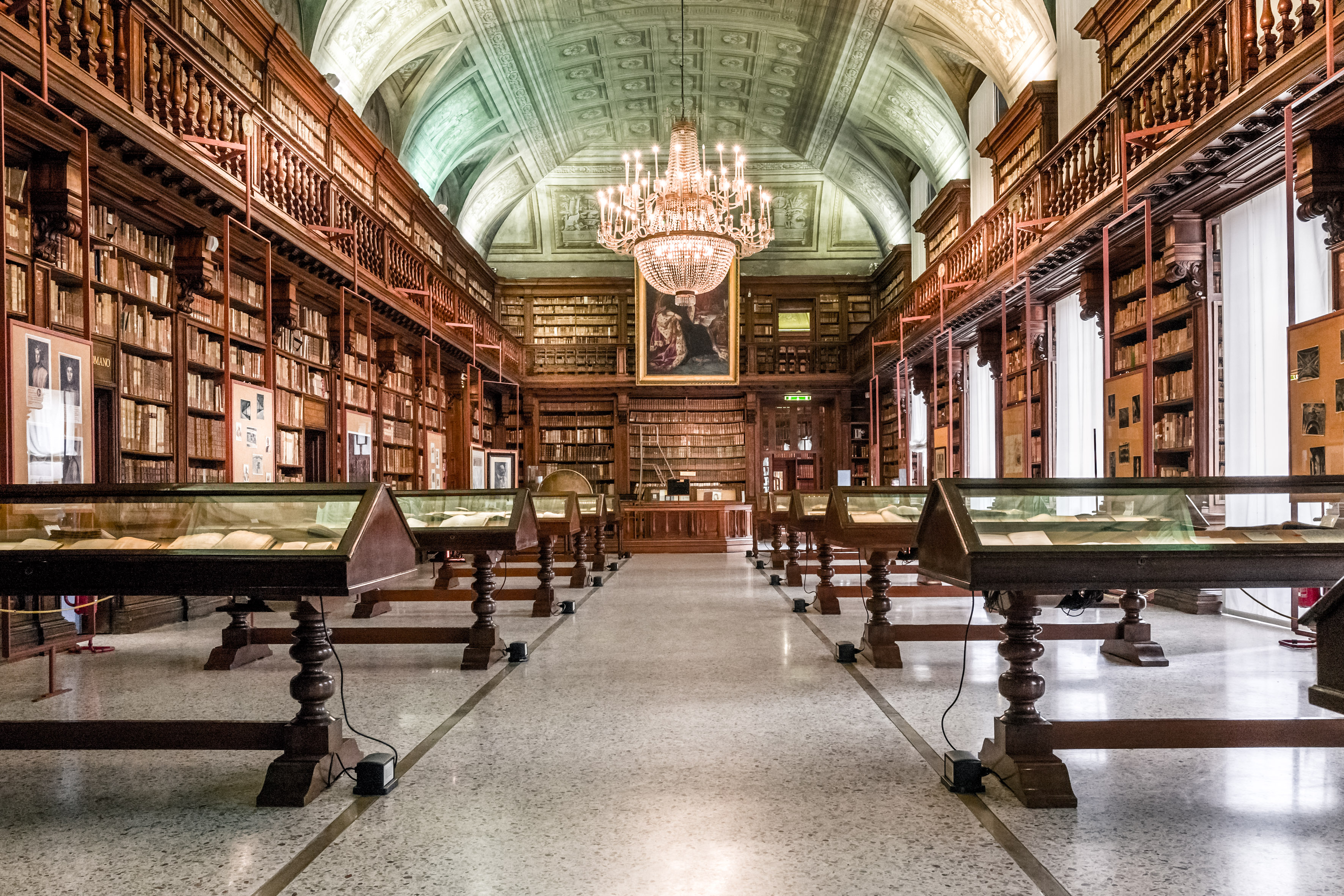
Sala Maria Teresa

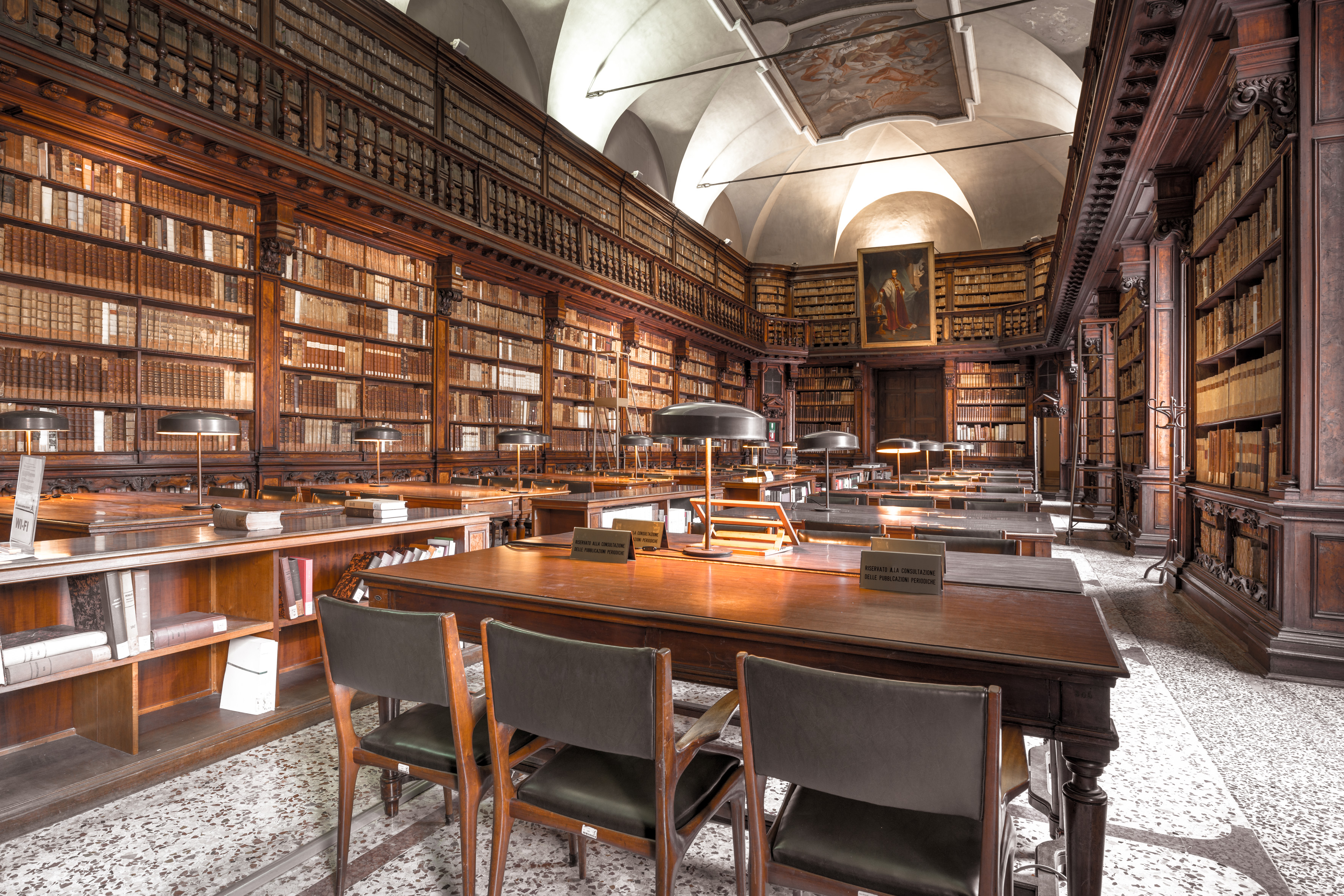
Sala di lettura ex Gesuitica

Superato lo scalone d’onore si ha accesso all'ampio atrio d’ingresso, arredato con scaffalature in noce e radica risalenti al tardo Seicento, modificate nel 1785 circa da Giuseppe Piermarini. Un prezioso complemento ornamentale è offerto dagli affreschi che Gaetano Vaccani eseguì intorno al 1823.
Attraversato l’atrio, si è immessi nella sala di lettura, altrimenti detta sala Teologica, in quanto precedentemente adibita a biblioteca religiosa. La sala è sormontata da una grande volta affrescata e anche qui la scaffalatura e il relativo ballatoio in noce e radica risalgono alla fine del Seicento. In fondo alla sala campeggia il grande ritratto dell'imperatore d'Austria Francesco Giuseppe (1830 – 1916), prospiciente a quello dell'imperatore Francesco II d'Asburgo-Lorena (1768– 1835), collocato al di sopra della porta d’entrata.

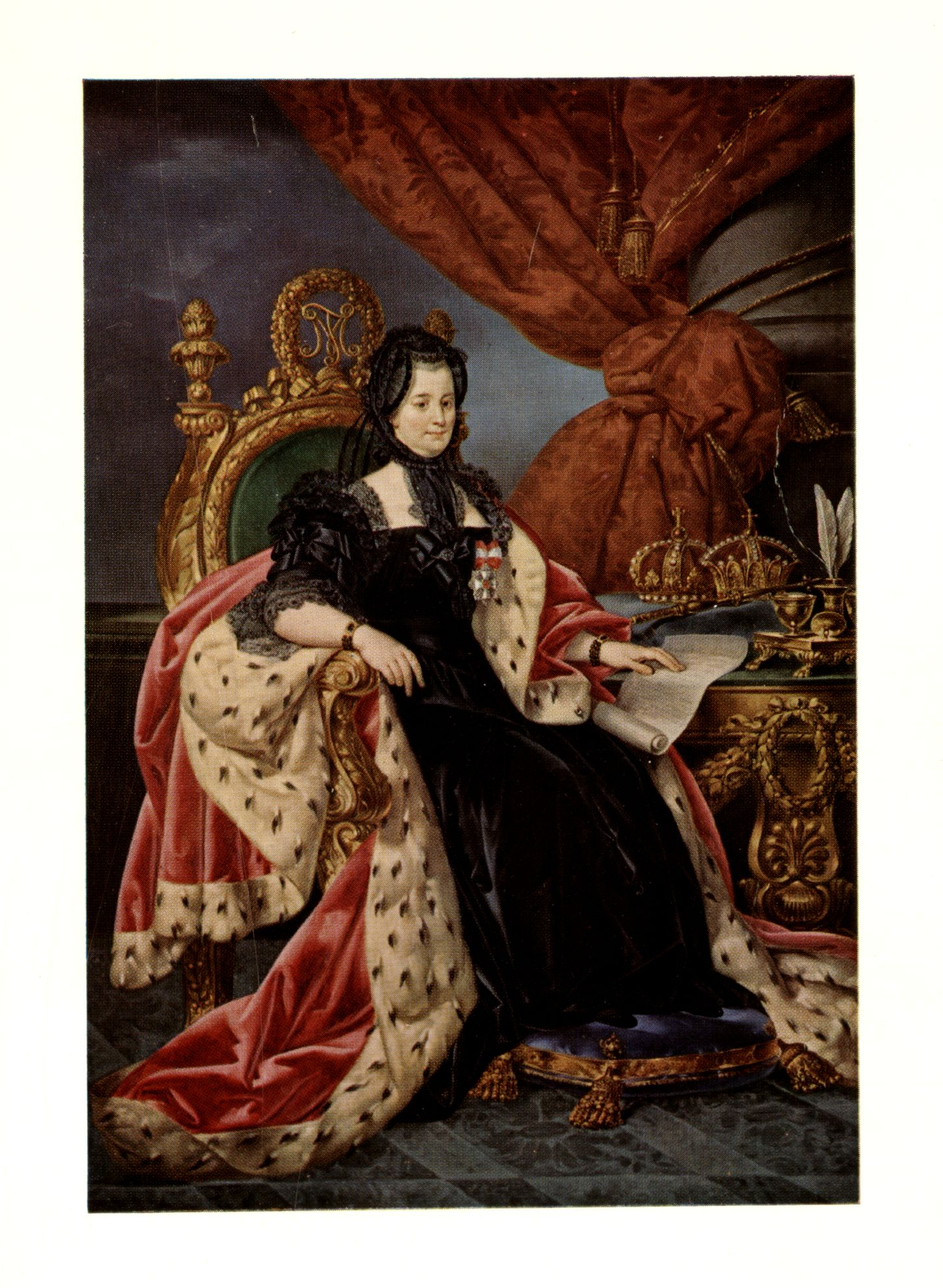
Agostino Comerio
Maria Teresa d'Asburgo, 1834

Alla destra dell’atrio, la Sala Maria Teresa, ricavata dalla precedente aula di lettura del Collegio. Il ritratto della sovrana (commissionato al maestro Agostino Comerio nel 1834) giganteggia poco dopo l’entrata; ancora una volta, l’elegante scaffalatura in legno di noce e il ballatoio continuo si devono al Piermarini, che disegnò il progetto in maniera tale da armonizzare tra loro gli arredi delle diverse sale; al Vaccani si accreditano gli affreschi classicheggianti che adornano la volta soprastante.
I due grandi lampadari a goccia in cristallo di Boemia furono assemblati utilizzando le magre rimanenze dell’impianto d’illuminazione settecentesco un tempo sfavillante nel Salone delle Cariatidi di Palazzo Reale, devastato dagli incendi e dai bombardamenti della seconda guerra mondiale. Appena dopo l’ingresso, schermato da una teca, un globo terrestre che un tempo aveva trovato una provvisoria sistemazione nell’adiacente Sala Cataloghi, non a caso nota come Sala del globo. Realizzato nel 1829 sotto la direzione scientifica dell’Osservatorio, il globo riproduceva con esattezza le ultimissime rilevazioni geodetiche, dunque si presentava sotto la specie di un ellissoide anziché di una sfera. Il cerchio dell’orizzonte è attorniato da una fascia d’ottone su cui erano state incise le coordinate delle principali città del mondo, nonché le altezze delle montagne più importanti. (la sala contiene circa 24.000 volumi).
Con circa 180 posti a sedere, la sala è oggigiorno utilizzata per esposizioni e manifestazioni culturali e viene anche data in uso per eventi culturali.
Lungo la parete destra si aprono due ulteriori spazi: la Sala Gerli (ex sala Manzoniana nel 1886), dove ha trovato ricetto la biblioteca liturgica dei Duchi di Parma, con la sua ricca messe di rarissimi libri delle ore e di preziose legature, e la Sala Lalla Romano. Inaugurata l’11 marzo 2014, la Sala Lalla Romano è stata progettata ed allestita pro bono publico dall’architetto Jacopo Gardella, con il generoso sostegno della Fondazione Cariplo. Nella sala ha trovato una consona sistemazione il fondo della scrittrice, contemplante i manoscritti, i carteggi, i libri, i dipinti, i disegni e i materiali fotografici dell'autrice, nonché il mobilio da lei stessa ideato nel 1932, in vista delle nozze con il banchiere Innocenzo Monti. Il fondo è stato donato al Ministero dei Beni Culturali nel 2005, su concessione del giornalista, saggista e fotografo Antonio Ria, unico erede della Romano.
Ganglio vitale dell’intera struttura è la Sala Cataloghi, in cui si trovano le postazioni informatiche per la ricerca in OPAC, il bancone della distribuzione e del prestito, i servizi di informazione e riproduzione. Qui è anche possibile consultare il catalogo cartaceo a schede per autori e per soggetti, nonché i ponderosi volumi contenenti di cataloghi più antichi, a cui purtroppo è ancora necessario ricorrere perché non tutto il posseduto è presente nell'OPAC.

La sala fu edificata sulle macerie della vecchia sartoria dei Gesuiti, abbattuta per dare spazio a nuovi ambienti. La costruzione, su progetto dell’architetto Pietro Gilardoni, fu ultimata nel 1818. Scaffalature e ballatoi in legno ben si accordano agli arredi delle sale già passate in rassegna. Il soffitto, ancora una volta affrescato dal Vaccani, è a finte cupole cassettonate. In fondo, sulla destra, la Sala Manoscritti, un tempo conosciuta con la più esotica denominazione di Sala della Mummia. 

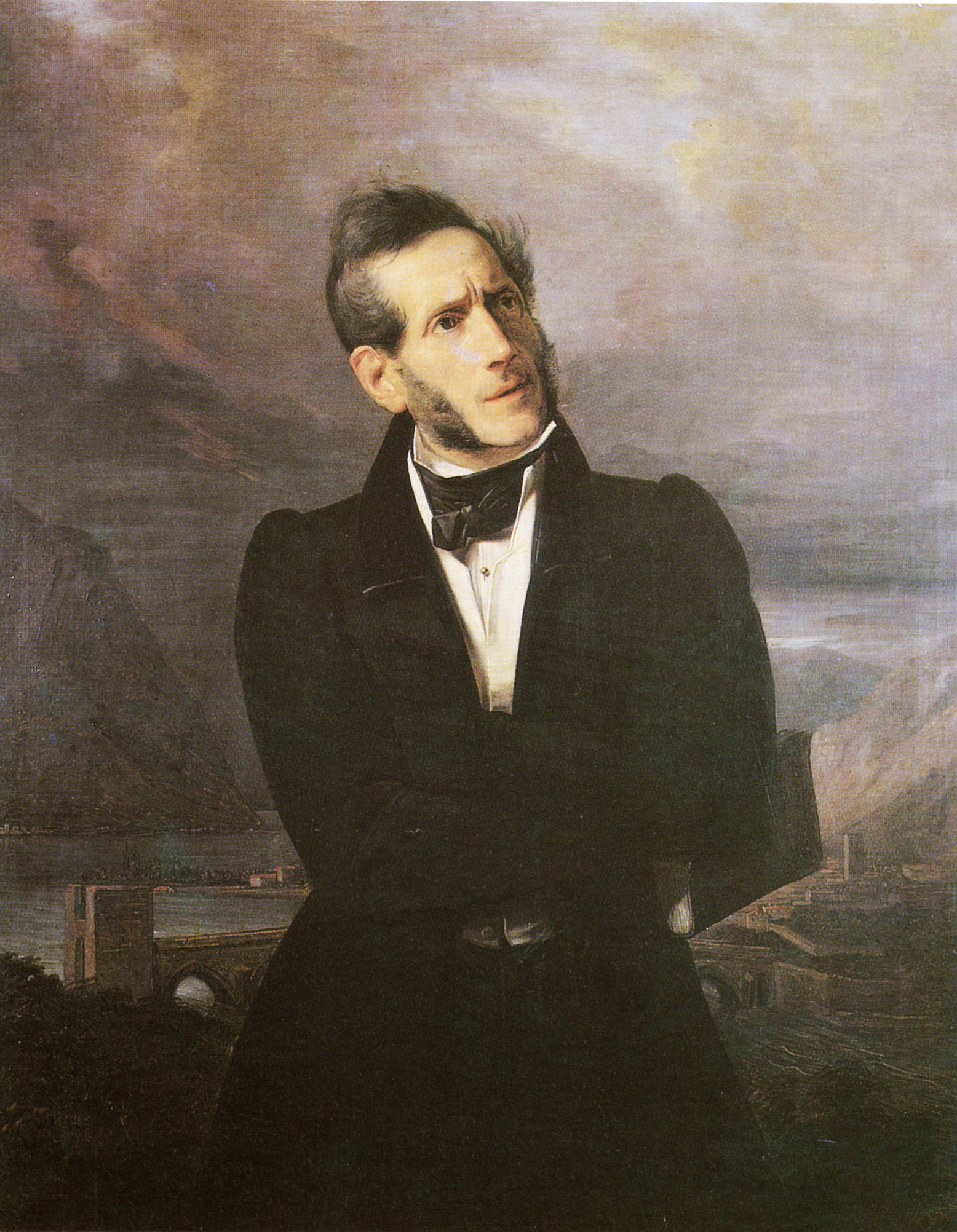
Giuseppe Molteni, Massimo Taparelli d’Azelio
Ritratto di Alessandro Manzoni, 1831

Dal 1816 al 1919, nelle tre salette alla sinistra dell’atrio, ebbe il suo domicilio il Gabinetto Numismatico fondato da Gaetano Cattaneo, che dopo la grande guerra prese la via per il Castello Sforzesco per essere conglobato nel Medagliere civico. Nei nuovi spazi sgomberati poterono essere allestite la Sala di Consultazione e l'attuale Sala Manzoniana.
Nella prima è possibile interrogare a scaffale aperto repertori bibliografici ed altri strumenti di ricerca. La volta che sovrasta la sala è ornata dagli affreschi del Vaccani, raffiguranti la dea Minerva e alcuni uomini illustri dell’antichità classica, del Rinascimento e dell’epoca dei Lumi.
La Sala Manzoniana fu inaugurata il 5 novembre 1951, alla presenza del presidente della Repubblica Luigi Einaudi. Già sul finire dell’Ottocento, al fondo Manzoniano era stata consacrata una sala ad hoc, ma dato il continuo afflusso di nuovi materiali si erano resi ben presto necessari degli spazi aggiuntivi.
Al di sopra della porta d'ingresso è possibile ammirare un ritratto a olio dello scrittore, firmato nel 1835 da Giuseppe Molteni. L’opera si staglia sullo sfondo di una veduta del lago di Como dipinta da Massimo d'Azeglio.
Ultimo costituente di questa “galleria manzoniana” è il mezzobusto marmoreo scolpito da Francesco Confalonieri nel 1886 e donato da re Umberto I.
Dagli affreschi è possibile arguire l’originaria destinazione della sala a Gabinetto Numismatico: sopra le scaffalature, infatti, si dispiega una fascia con dodici medaglie, recanti in rilievo le effigi degli antichi sovrani di cui il Gabinetto conservava le monete.
La Sala è attualmente in uso per la consultazione dei manoscritti e dei libri rari della Braidense, oltre che del Fondo Manzoniano e dell'Archivio Storico Ricordi.

## Le raccolte librarie
La Braidense ha al suo attivo più di cinquanta fondi librari, di cui si elencano quelli più significativi.
- Nucleo primigenio della biblioteca, il fondo del Collegio gesuita, comprensivo di 34.000 volumi che negli annessi cataloghi erano già stati coscienziosamente disposti secondo una rigorosa scansione per “argomenti”. L’ampia raccolta del collegio rifrangeva gli innumerevoli interessi e orientamenti dell’ordine, i cui orizzonti culturali erano abbastanza vasti da includere anche apporti extraeuropei e contributi scientifici d’ultimissima stampa.

- La biblioteca del Conte Pertusati (Milano 1674-1755), esponente di punta dei maggiori cenacoli intellettuali lombardi, che aveva trascorso buona parte della propria vita a nutrire una biblioteca privata di cui già i contemporanei raccontavano mirabilia. Con un totale di 24.000 volumi, la biblioteca occupava tre sale, in conformità alla tradizionale tripartizione del sapere in ecclesiastico, storico e letterario. La sezione ecclesiastica comprendeva un rilevante numero di Bibbie (circa 350), manoscritti ed incunaboli. Nel 1763 i volumi del conte Carlo Pertusati furono divisi tra la Braidense e la biblioteca Universitaria di Pavia[2].

- Il cospicuo fondo di Albrecht von Haller (Berna 1708-1777), docente benemerito di anatomia, botanica e chirurgia a Gottinga, clinico di fama, prolifico autore di trattati medici e occasionalmente anche di versi, fondatore della moderna fisiologia. Sopra ogni altra cosa, von Haller era uomo imbevuto d’una cultura d'aspirazioni enciclopediche; fu quindi nel segno dell’erudizione e della bibliofilia che von Haller assemblò la sua ragguardevole raccolta. Alla sua morte, il fondo fu messo all’asta dagli eredi ed acquistato nel 1778 dall’imperatore Giuseppe II. Dopo una quasi rocambolesca traversata del Passo del Gottardo, il fondo approdò a Brera sul dorso di un mulo. Diversi avvenimenti concorsero al depauperamento della raccolta: la decisione del governo austriaco di dividere i volumi tra la Braidense, la biblioteca Universitaria di Pavia[3] e le biblioteche di Lodi, Cremona e alla Biblioteca Teresiana di Mantova, le campagne napoleoniche (con cui l’erbario halleriano - 60 vol. in folio – prese la via per il Musée National d'Histoire Naturelle), una donazione del Governo Italiano a quello Svizzero nel 1928.

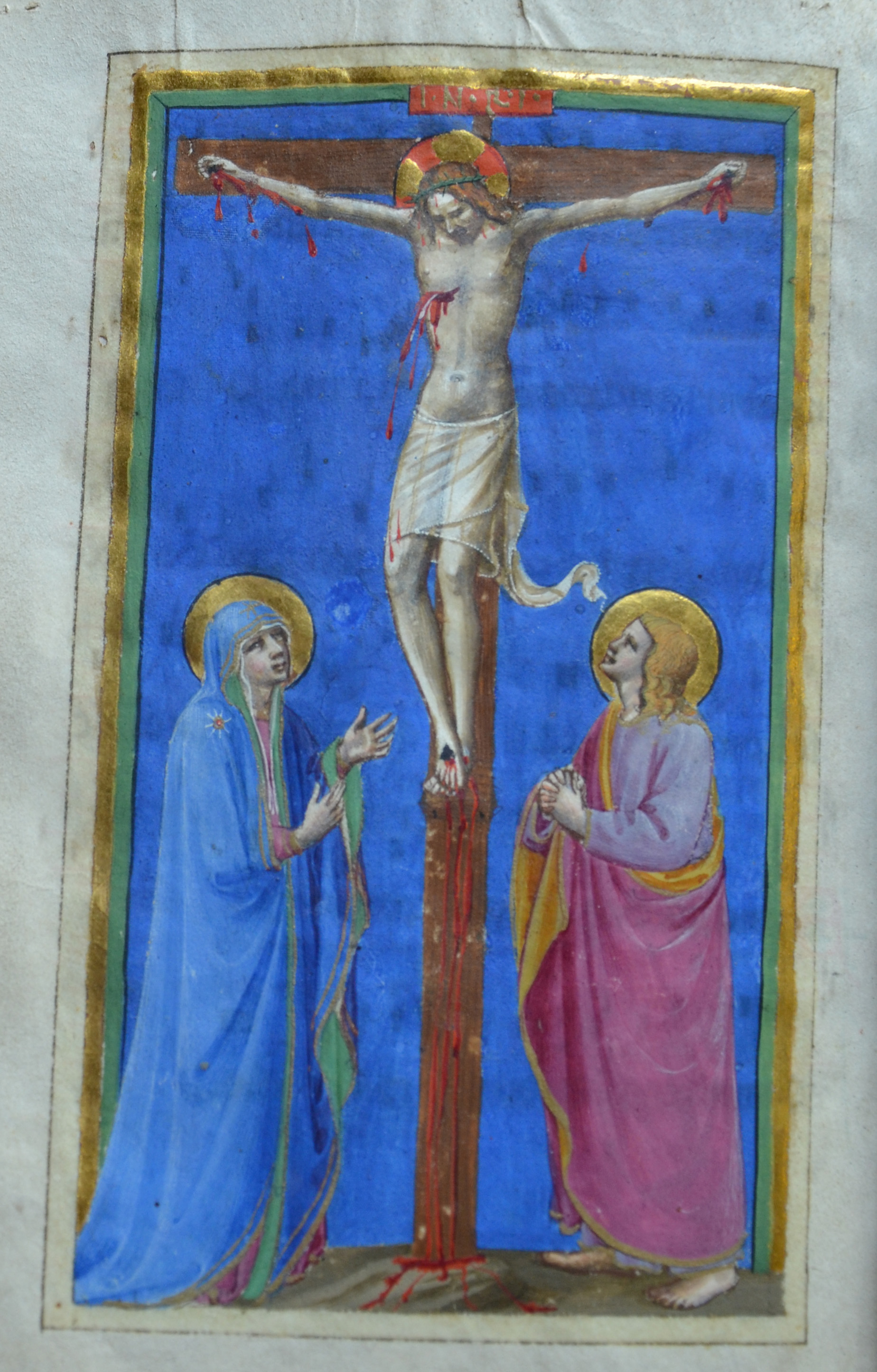
Miniatura della scuola del Beato-Angelico - Messale, c. 1425-1430

- Nel 1795 il cardinale Angelo Maria Durini, campione di mecenatismo e bibliofilia, destinò alla biblioteca un fondo con edizioni assai rare, incunaboli e manoscritti. Amico e patrono di artisti, letterati ed intellettuali d’alta statura (tra costoro Domenico Balestrieri, Giuseppe Parini, Giorgio Giulini, Guido Ferrari), il cardinale fu celebrato per la sua liberalità nell’ode pariniana de La Gratitudine, composta nel 1791.

- Nota ai più per le legature pregiate e le cinquecentine, la collezione del cardinal Angelo Maria Durini possiede un’immediata riconoscibilità in virtù degli ex libris apposti a ogni singolo volume.

La Biblioteca possiede circa 2000 manoscritti. Doverosa la segnalazione dell'Hexameron di Sant'Ambrogio e dei Vangeli in greco, risalenti al 1110 circa.
Tra i cosiddetti libri in cuna, si ricordino almeno il Catholicon del grammatico e teologo domenicano Giovanni Balbi, tirato a Magonza nel 1460 con la nuova tecnica della stampa a caratteri e il celebre Lattanzio di Subiaco, stampato nel 1465 in un monastero sito nella piccola località laziale e rientrante nel novero dei primissimi libri a stampa tirati in Italia. Il catalogo generale dei manoscritti è rimasto quello di Giuseppe Cossa, che lavorò a Brera soltanto fino al 1864; questo catalogo fu poi schedato per soggetti nel cosiddetto schedario Staderini. Sul sito attuale della Braidense per nessuno di questi due cataloghi si indica la data di stesura, ma è presumibile in base alla biografia dell'inventore, Aristide Staderini, che risalga a più di un secolo fa.
La Biblioteca Braidense possiede circa 650 edizioni aldine, tutte collocabili tra il 1494 e il 1598.
Tra gli incunaboli afferenti al fondo aldino (104 in totale) l’arcinota Hypnerotomachia Poliphili, che a motivo delle splendide xilografie di cui è adorna si è ben guadagnata la sua fama di più bel libro del Rinascimento. Il fondo aldino della Braidense, quanto a consistenza, è secondo unicamente a quello custodito presso la Biblioteca Nazionale Marciana.
Nel 1885 Pietro Brambilla, marito di Vittoria Manzoni, donava alla Braidense tutte le carte ed i libri del Manzoni (di cui molti punteggiati da postille dell’autore). Il lascito fu vincolato a una serie di condizioni: la prima prevedeva che il fondo restasse in via permanente a Milano; la seconda che si allestisse una sala appositamente deputata ad accoglierlo; la terza che si chiarificasse con espressa menzione l’appartenenza di volumi e carteggi alla donazione fatta.

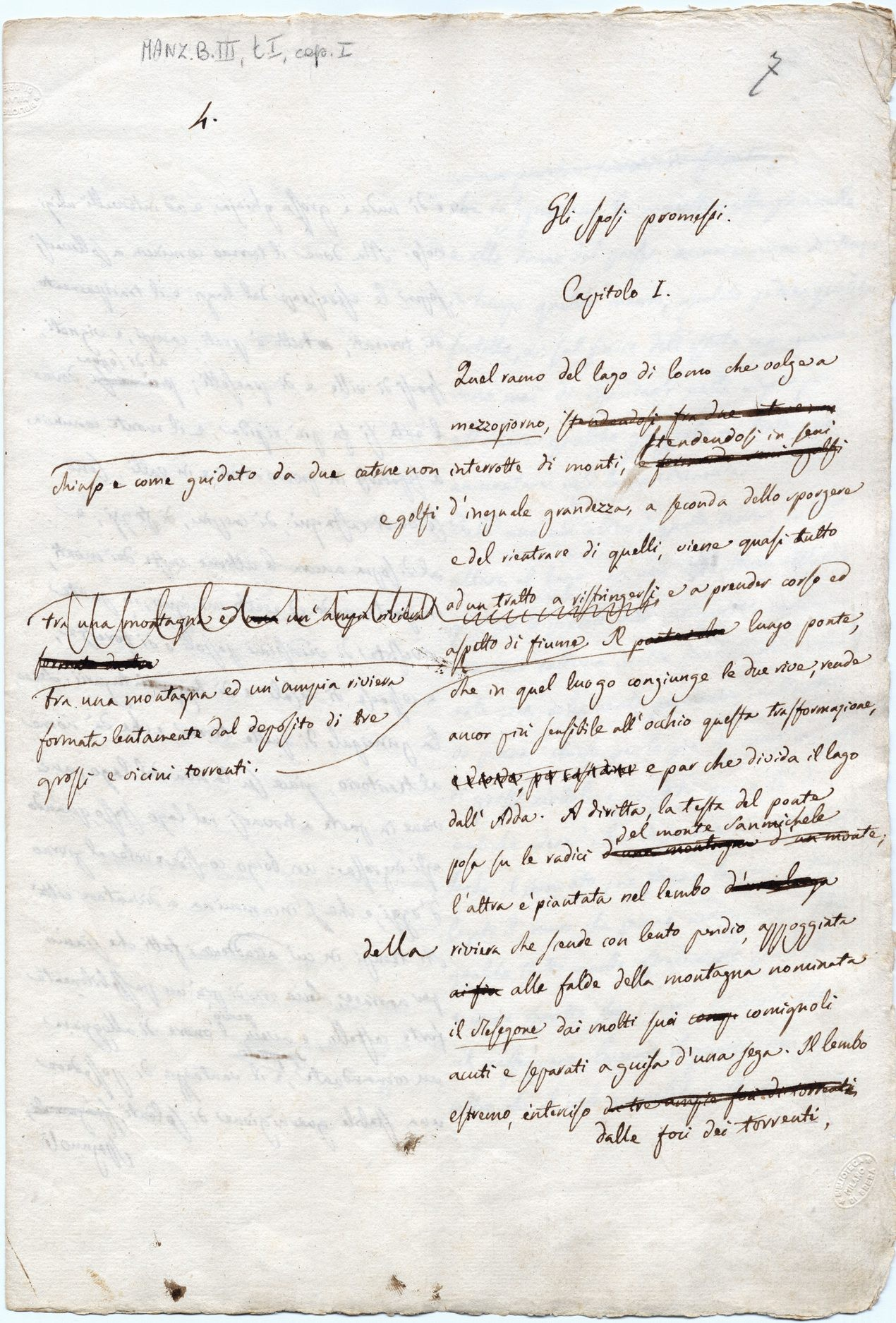
Pagina iniziale del capitolo I nel secondo manoscritto autografo di Alessandro Manzoni de Gli sposi promessi, 1823-1825

Per far fede al terzo impegno concordato, il 5 novembre 1886, alla presenza dei sovrani d'Italia, fu inaugurata la prima Sala Manzoniana, cui nel 1951 se ne affiancò una seconda, progettata da Tomaso Buzzi e tenuta a battesimo sempre in data 5 novembre, con il presidente della Repubblica Luigi Einaudi a far da padrino. Per tutto il XX secolo, il fondo è stato foraggiato con ulteriori lettere autografe, dagherrotipi e cimeli di vario titolo, frutto dei numerosi donativi da parte di enti, associazioni e privati.
Attualmente la raccolta manzoniana comprende 250 manoscritti, 550 volumi della biblioteca del Manzoni di cui 200 postillati, circa 5.000 pezzi di carteggio, oltre 1.000 volumi di opere del Manzoni, quasi 3.000 volumi di critica di cui 1.800 in miscellanea.
Avventore occasionale della Braidense, Alessandro Manzoni fu in rapporti più che cordiali con i bibliotecari: Gaetano Cattaneo, direttore del Gabinetto Numismatico, gli riservò un trattamento di favore, facendogli recapitare direttamente a casa i volumi di cui aveva necessità; Francesco Rossi fu un impagabile dispensatore di notizie e di documenti relativi alle vicende della Colonna Infame (questi è infatti la “dotta e gentile persona” di cui Manzoni si diceva riconoscente nell’ultimo capitolo della Storia della Colonna Infame).
Da qualche tempo, con il lancio del progetto BiD (Braidense in Digitale) è possibile consultare l’edizione ventisettana dei Promessi sposi.
Alla piattaforma digitale fa capo anche la raccolta drammatica Corniani-Algarotti, acquistata dalla Braidense nel 1891, e comprensiva dei circa 10.000 libretti teatrali appartenuti al conte Marco Antonio Corniani Algarotti (1768 - 1845), studioso di geologia con il bernoccolo del melodramma e della letteratura teatrale.
Un'altra sezione di gran rinomanza è quella foscoliana, formatasi gradualmente attraverso le diverse tranches che hanno ampliato un nucleo originario di 24 lettere (databili tra 1804-1814) con ulteriori pezzi del carteggio e con rare edizioni dei primordi e del periodo inglese.
Una finestra sul più bel fiore dell’arte tipografica settecentesca è offerta dalla raccolta bodoniana, cui danno corpo 922 esemplari dell’officina di Giambattista Bodoni, appartenuti dapprima al bibliofilo Anton Enrico Mortara e poi a Giuseppe Spinelli, che nel 1886 li ha fatti pervenire in forma di donativo alla Biblioteca.

## Servizi e attività culturali
Dal 1994 la catalogazione dei nuovi volumi avviene immettendo i dati nell'OPAC (Online Public Access Catalog), che fa capo al grande catalogo informatizzato del Servizio Bibliotecario Nazionale. Contestualmente ha preso le mosse il recupero dei cataloghi antichi, di cui devono essere ancora riversate alcune centinaia di migliaia di schede (pertanto, per risalire alle opere non ancora presenti in OPAC è possibile consultare i cataloghi cartacei disponibili nell’apposita Sala).
Previa iscrizione, tutti i maggiorenni con cittadinanza italiana o con regolare permesso di soggiorno possono beneficiare dei servizi di prestito (in sede o a domicilio), consultazione e utilizzo delle banche dati. Tutti i servizi sono erogati a titolo gratuito, ad eccezione del prestito interbibliotecario e delle riproduzioni digitali.

Come altre Biblioteche afferenti al Ministero dei beni e delle attività culturali e del turismo, la Braidense si è fatta scrupolo di digitalizzare alcuni dei propri fondi storici, così da favorirne la diffusione e la preservazione dall’inevitabile usura associata alla consultazione manuale. Nel sito istituzionale, alla voce “Risorse”, è possibile risalire alle seguenti collezioni: Emeroteca digitale (2.000.000 pagine di circa 1000 periodici e giornali digitalizzati della Braidense e di altri Istituti); Raccolta drammatica (500.000 immagini di circa 9000 libretti teatrali e per musica dal XVI al XIX secolo); Monografie digitalizzate [100.000 pagine di oltre 330 titoli di editoria lombarda, di materiale quasi esclusivamente ottocentesco, fino agli anni '20 del XX secolo circa, prevalentemente narrativa minore, di interesse grafico, di autografi manzoniani (1), di fonti storiche (in senso stretto Cavazzi della Somaglia, Alleggiamento; ma ovviamente tutte queste monografie si possono considerare fonti storiche), ricercabili per autore, titolo, etc. quasi tutti da consultarsi in sede]; Testi in linea (progetti scaffale aperto); Legature (una galleria di 113 immagini delle legature storiche di maggior pregio di volumi della Braidense, dal XV al XVII secolo); Fondo fotografico Sommariva (14.930 fotografie di Emilio Sommariva: ritratti, vedute e riproduzioni di opere d'arte, dal 1904 al 1973); Catalogo nazionale dei manoscritti musicali (catalogo nazionale dei manoscritti musicali redatti fino al 1900, conservati in biblioteche pubbliche, private e ecclesiastiche italiane); l'Ottocento (Circa 325.000 immagini di 5.000 romanzi e opere letterarie dell'Ottocento italiano).

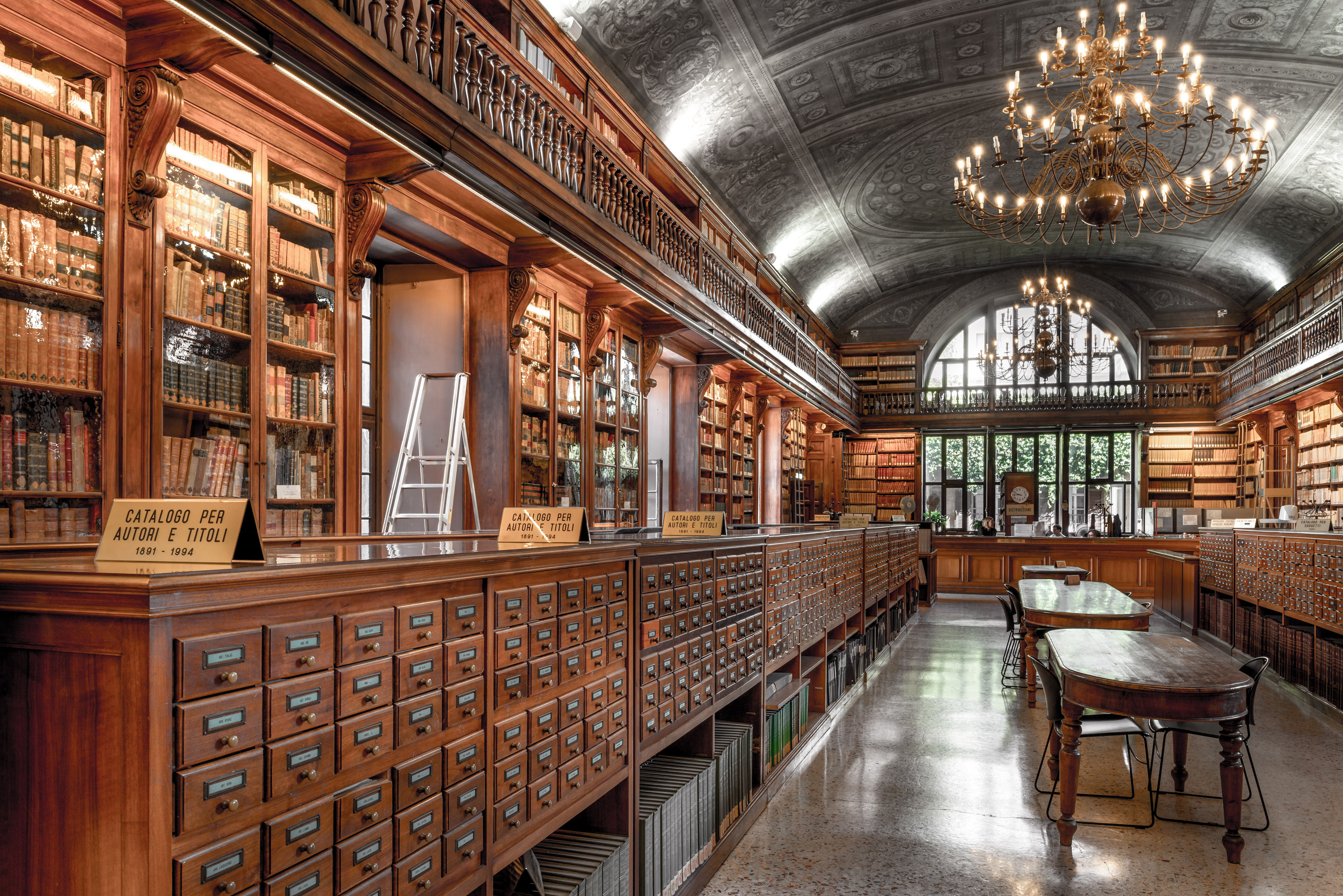
Sala di lettura ex Gesuitica

La Biblioteca destina sovente gli spazi a sua disposizione per mostre, visite guidate, conferenze, convegni e presentazioni di libri, anche in collaborazione con altre istituzioni pubbliche e private.
La Biblioteca ha anche facoltà di ospitare iniziative culturali promosse da privati e giudicate compatibili con i propri fini istituzionali. In conformità a quanto previsto dal Codice dei beni culturali e del Paesaggio, i locali possono essere concessi in uso per eventi promozionali, riprese televisive e cinematografiche.
Al fine di dare visibilità al proprio posseduto, la Biblioteca indice incontri rivolti a tutti coloro che hanno desiderio di conoscerne la storia e i fondi più antichi (Pertusati, Biblioteca Gesuitica, Haller, Manzoni).
Previo appuntamento concordato con il personale addetto, la visita è aperta sia ai privati cittadini che alle scuole.
A partire dal 2021, a seguito dell’emergenza globale dovuta alla pandemia di COVID-19 che ha causato la sospensione di attività didattiche in presenza, la Biblioteca ha avviato una collaborazione con Libri Finti Clandestini, la Pinacoteca di Brera e il “Centro Internazionale di Ricerca sulla Cultura dell’Infanzia”, a cura di James Bradburne, nell’ambito del progetto "Il cantiere dei libri": dei video tutorial inerenti alla realizzazione di prodotti editoriali in maniera sperimentale che mirano ad approfondire il tema della creazione di libri d’artista, gratuiti ed usufruibili tramite il sito web della Biblioteca.

## La Mediateca Santa Teresa
Nell'ambito di una concezione avveniristica in cui al testo multimediale viene attribuita una dignità pari al testo stampato, il Ministero per i Beni e le Attività Culturali ha dotato la Biblioteca di Brera di una Mediateca che è una biblioteca multimediale interattiva. Per tali fini è stato attrezzato l'edificio della Chiesa di Santa Teresa, da tempo sconsacrata. È così possibile accedere alle risorse digitali che stanno assumendo un ruolo fondamentale per chi lavora nella società dell'informazione.

## Curiosità
- Nel 1830 Giuseppe Acerbi, console austriaco in Egitto, aveva fatto dono alla Biblioteca di una mummia mirabilmente conservata, di due sarcofagi e di alcuni papiri d’argomento mitologico. La donazione era stato dapprincipio esposta nella Sala Manoscritti, ribattezzata proprio per questa ragione col nome di Sala della Mummia. Dal 1910, il tutto ha trovato una ricollocazione presso il Museo Egizio del Castello Sforzesco.
- Dopo la Biblioteca di New York, la Braidense si dotò per prima, in Europa, di un impianto di illuminazione elettrica e fece stampare a smeriglio sulle proprie lampadine Rubato alla Biblioteca Nazionale Braidense.
- Nella prima metà del Novecento, i gatti randagi erano inquilini ben accetti della Biblioteca, cui avevano accesso per mezzo di una piccola feritoia praticata nel portone. A ridosso dell’ora di chiusura, il personale lasciava che i gatti attraversassero la breccia, così da cacciare nottetempo gli eventuali topi e da impedir loro di rosicchiare i libri. Nel 1938, a causa delle proteste avanzate dagli addetti alle pulizie, il varco fu chiuso.

## Direttori della biblioteca
- Giovanni Battista Castiglioni: dal 1770 al 1775
- Alfonso Longo: dal 1775 al 1779
- Angelo De Vecchi: dal 1779 al 1800
- Giuseppe Greatti: dal 1800 al 1803
- Luigi Lamberti: dal 1803 al 1813
- Robustiano Gironi: dal 1813 al 1838
- Giulio Ferrario: dal 1838 al 1844
- Francesco Rossi: dal 1844 al 1860
- Giuseppe Sacchi: dal 1860 al 1875
- Federico Odorici: dal 1875 al 1884
- Isaia Ghiron: dal 1884 al 1889
- Emidio Martini: dal 1889 al 1896
- Giuseppe Fumagalli: dal 1896 al 1910
- Francesco Carta: dal 1910 al 1922
- Filippo Salveraglio: dal 1922 al 1924
- Augusto Riccio di Solbrito (reggente): dal 1924 al 1925
- Tomaso Gnoli: dal 1925 al 1938
- Paolo Nalli: dal 1938 al 1942
- Maria Buonanno Schellembrid: dal 1942 al 1954
- Emma Coen Pirani: dal 1955 al 1971
- Letizia Vergnano Pecorella: dal 1971 al 1984
- Carlo Carotti (reggente): dal 1985 al 1990?
- Armida Batori: dal 1990 al 1995
- Goffredo Dotti: dal 1995 al 2004
- Roberto Di Carlo: dal 2004 a marzo 2008
- Aurelio Aghemo: da aprile 2008 a aprile 2011
- Andrea De Pasquale: da aprile 2011
- La Biblioteca Nazionale Braidense è accorpata nel 2015 al sistema museale della Pinacoteca di Brera.